# Zweibrücken Fashion Outlet
Das Zweibrücken Fashion Outlet (umgangssprachlich auch bekannt unter seinem früheren Namen Designer Outlet Zweibrücken) ist ein Factory-Outlet-Center im rheinland-pfälzischen Zweibrücken.

## Lage
Das Outlet-Center liegt außerhalb der Kernstadt Zweibrückens in einem Gewerbe- bzw. Industriegebiet. Der Standort befindet sich südöstlich der Zweibrücker Innenstadt und südlich der Bundesautobahn 8, unmittelbar an der Anschlussstelle Contwig.

## Geschichte
Bis 1991 betrieben die United States Air Forces in Europe den Militärflughafen Zweibrücken Air Base. Nach deren Abzug begann ein Konversionsprojekt, in dessen Rahmen unter anderem der zivile Flugplatz Zweibrücken sowie ein ausgedehntes Gewerbegebiet entstand. Im Jahr 2001 eröffnete dort das zum damaligen Zeitpunkt größte Outlet-Center Deutschlands. Das Outlet-Center wechselte mehrfach den Besitzer und wurde mehrfach erweitert. Zunächst gehörte es der britischen Gesellschaft McArthurGlen, dann der spanischen Neinver-Gruppe bzw. deren Tochter Irus European Retail Property Fund. Seit 2017 ist der Betreiber Venture Via Outlets. Mit den Eigentümerwechseln gingen auch Namensänderungen einher. Firmierte das Outlet zunächst als „Designer Outlet Zweibrücken“, wechselte der Name mit dem Wechsel zu Neinver zu „Zweibrücken The Style Outlets“ und mit dem Wechsel zu Venture schließlich zu „Zweibrücken Fashion Outlet“.
2015 besuchten rund 3,8 Mio. Kunden das Outlet-Center, davon rund ein Viertel aus dem Ausland.

## Betrieb
Das Zweibrücken Fashion Outlet bietet (Stand 2020) rund 120 Shops Platz. Der Schwerpunkt liegt hierbei auf Bekleidung. In den Läden werden insgesamt rund 1250 Personen beschäftigt. Ergänzend zu gewöhnlichen Öffnungszeiten an Werktagen hat das Center durch eine Ausnahmegenehmigung unter anderem an allen Sonntagen während der rheinland-pfälzischen Oster-, Sommer- und Herbstferien geöffnet. Eine erneute Erweiterung hin zu einer Fläche von 30.000 Quadratmetern ist angedacht und genehmigt.

## Kritik
Der Modehändler Steffen Jost, der Kaufhäuser in der weiteren Umgebung betreibt, fühlt sich durch die Tatsache, dass das Outlet-Center an allen Sonntagen während der rheinland-pfälzischen Oster-, Sommer- und Herbstferien öffnen darf, unfair behandelt. Er bemängelt unlauteren Wettbewerb, da seine Filialen nur viermal jährlich sonntags öffnen dürfen. Daher zog er mit einer Klage bis vor den Bundesgerichtshof. Eine Entscheidung steht noch aus.
Eine Umfrage der Industrie- und Handelskammer des Saarlandes (IHK Saarland) ergab im Mai 2022, dass rund die Hälfte der Einzelhändler im angrenzenden Saarland in einer erneuten Erweiterung des Zweibrücken Fashion Outlet eine Gefahr für den regionalen Handel sehen. Daraufhin positionierte sich die IHK Saarland gegen den geplanten Ausbau. In einer Mitteilung der Nachbarstadt Homburg im November 2022 positionierte sich diese ebenfalls gegen eine erneute Erweiterung. Auch die saarländische Stadt Neunkirchen sieht das Erweiterungsvorhaben kritisch, wie deren Pressesprecher mitteilte. Nach der Genehmigung bezeichnete die IHK diese als „ein Schlag ins Gesicht der Innenstädte“.